# Sherryl Woods
Sherryl Woods (nacida el 23 de julio de 1944 en  el Arlington, Virginia, Estados Unidos) es una popular escritora norteamericana de más de 110 novelas de romance y misterio desde 1982. Ella también ha firmado sus novelas bajo los nombres de Alexandra Kirk y Suzanne Sherrill. 
Ella es propietaria y opera su propia librería en Colonial Beach, Virginia. Es También miembro de los Novelists, Inc., Sisters in Crime and Mystery Writers of America, y también fue presidenta de la gremial de Miami City Ballet durante tres periodos.

### Como Alexandra Kirk

#### Novelas
- Images of Love (1982)
- Sand Castles (1983)
- Shadow on the Hill (1985)

### Como Suzanne Sherrill

#### Novelas
- Restoring Love (1982)
- Desirable Compromise (1984)

### Como Sherryl Woods

#### Novelas
- Jamaican Midnight (1985)
- Thrown for a Loss (1985)
- Not at Eight, Darling (1986)
- Yesterday's Love (1986)
- A Gift of Love (1987)
- Safe Harbor (1987)
- Come Fly with Me (1987)
- Can't Say No (1988)
- Never Let Go (1988)
- Edge of Forever (1988)
- One Touch of Moondust (1989)
- Heartland (1989)
- In Too Deep (1989)
- Next Time... Forever (1990)
- Tea and Destiny (1990)
- Joshua and the Cowgirl (1991)
- My Dearest Cal (1991)
- Fever Pitch (1991)
- Dream Mender (1992)
- The Parsons's Waiting (1994)
- One Step Away (1995)
- Finally a Bride (1995)
- Temptation (1996)
- Twilight (1997)
- Amazing Gracie (1998)
- After Tex (1999)
- Angel Mine (2000)
- The Adams Dynasty (2002)
- A Love Beyond Words (2002)
- Flamingo Diner (2003)
- Bachelor - and Baby! (2003)
- Mending Fences (2007)

#### Serie de Second Chance At Love
1. A Kiss Away (1986)
2. A Prince Among Men (1986)
3. All for Love (1986)
4. Two's Company (1987)
5. Best Intentions (1987)
6. Prince Charming Replies (1988)

#### Seier de The Amanda Roberts Mysteries
1. Reckless (1989)
2. Body and Soul (1989)
3. Stolen Moments (1990)
4. Ties That Bind (1991)
5. Bank on It (1993)
6. Hide and Seek (1993)
7. Wages of Sin (1994)
8. Deadly Obsession (1995)
9. White Lightning (1995)

#### Serie multi-autor de Men at Work
- Miss Liz's Passion (1990)

#### Serie Vows
1. Love (1992)
2. Honor (1992)
3. Cherish (1992)
4. Kate's Vow (1993)
5. A Daring Vow (1993)
6. A Vow to Love (1994)

#### Serie de The Molly DeWitt Hot Mysteries
1. Hot Property (1992)
2. Hot Secret (1992)
3. Hot Money (1993)
4. Hot Schemes (1994)

#### Serie multi-autor That Special Woman
- Riley's Sleeping Beauty (1995)

#### Serie de And Baby Makes Three
1. A Christmas Blessing (1996)
2. Natural Born Daddy (1996)
3. The Cowboy and His Baby (1997)
4. The Rancher and His Unexpected Daughter (1997)
5. The Littlest Angel (1998)
6. Natural Born Trouble (1998)
7. Unexpected Mummy (1999)
8. The Cowgirl and the Unexpected Wedding (1999)
9. Natural Born Lawman (1999)
10. The Unclaimed Baby (2002)
11. The Cowboy and His Wayward Bride (1999)
12. Suddenly, Annie's Father (2000)

- First Trimester (omnibus) (1999)
- Second Trimester (omnibus) (2001)

##### Subserie de Los Delacourts de Texas
1. The Cowboy and the New Year's Baby (2000)
2. Dylan and the Baby Doctor (2001)
3. The Pint-sized Secret (2001)
4. Marrying a Delacourt (2000)
5. The Delacourt Scandal (2001)

#### Serie de The Bridal Path
1. A Ranch for Sara (1997)
2. Ashley's Rebel (1997)
3. Danielle's Daddy Factor (1997)

#### Serie de The Calamity Janes
1. Do You Take This Rebel? (2002)
2. Courting the Enemy (2001)
3. To Catch a Thief (2001)
4. The Calamity Janes (2001)
5. Wrangling the Redhead (2001)

#### Trilogía Trinity Harbor
1. About That Man (2001)
2. Ask Anyone (2002)
3. Along Came Trouble (2002)

#### Serie de The Devaneys
1. Ryan's Place (2002)
2. Sean's Reckoning (2002)
3. Michael's Discovery (2003)
4. Patrick's Destiny (2003)
5. Daniel's Desire (2003)

#### Serie de Million-Dollar Destinies
1. Isn't It Rich? (2004)
2. Priceless (2004)
3. Treasured (2004)
4. Destiny Unleashed (2004)

#### Serie de The Rose Cottage Sisters
1. Three Down the Aisle (2005)
2. What's Cooking? (2006)
3. The Laws of Attraction (2005)
4. For the Love of Pete (2005)

#### Trilogía de Los Charleston
1. The Backup Plan (2006)
2. Flirting with Disaster (2005)
3. Waking Up in Charleston (2006)

#### Serie de The Sweet Magnolias
```
1- Desde el Corazón
```

Título original- Stealing Home
ISBN- 9788467163735
Publicación- julio de 2008
Páginas- 351
Protagonistas- Maddie Townsend y Cal Maddox
```
2- Un Trozo de Cielo
```

Título original- A Slice Of Heaven
ISBN- 9788468716978
Publicación- noviembre de 2008
Páginas- 381
Protagonistas- Dana Sue y Ron Sullivan
```
3- Lágrimas de Felicidad
```

Título original- Feels Like Family
ISBN- 9788467166798
Publicación- febrero de 2009
Páginas- 388
Protagonistas- Helen Decatur y Erick
```
4- Un Soplo de Magia
```

Título original- Welcome to Serenity
ISBN- 9788467174878
Publicación- octubre de 2009
Páginas- 349
Protagonistas- Janette Brioche y Tom McDonald
```
5- La Decisión de Annie
```

Título original- Home in Carolina
ISBN- 9788467199871
Publicación- abril de 2011
Páginas- 320
Protagonistas- Anne Sullivan y Tyler Townsend
```
6- Esperando el Amanecer
```

Título original- Sweet Tea at Sunrise
ISBN- 9788490000342
Publicación- mayo de 2011
Páginas- 320
Protagonistas- Sarah Price y Travis McDonald
```
7- Verano de Madreselva
```

Título original- Honeysuckle Summer
ISBN- 9788490000366
Publicación- junio de 2011
Páginas- 318
Protagonistas- Raylene Hammond y Carter Rollins
```
8- Promesas a Medianoche
```

Título original- Midnight Promises
ISBN- 9788468740691
Publicación- febrero de 2014
Páginas- 350
Protagonistas- Karen Ames y Elliott Cruz
```
9- Noche de Luciérnagas
```

Título original- Catching Fireflies
ISBN- 9788468744674
Publicación- julio de 2014
Páginas- 350
Protagonistas- Laura Reed y J.C. Fulleron
```
10- Cuando Florecen las Azaleas
```

Título original- Where Azaleas Bloom
ISBN- 9788468747316
Publicación- noviembre de 2014
Páginas- 352
Protagonistas- Lynn Morrow y Mitch Franklin
```
11- Swan Point
```

Aun no se publica en español
Protagonistas- Adelia Hernández y Gabe Franklin